# Antenne Steiermark
Az Antenne Steiermark egy osztrák kereskedelmi rádióállomás, amely elsősorban a stájerországi lakosoknak szól, de elérhető Karintiában, Szlovéniában, Alsó- és Felső-Ausztriában, Burgenlandban és Magyarország nyugati területein.

## Története
1995. szeptember 22-én kezdte meg működését, ezzel megtörve a közszolgálati ORF monopóliumát. A rádió a 14-49 év közötti embereket célozza meg zenei kínálatával. A rádiós műfajok közül a Hot AC kategóriába sorolható. Zenei kínálata a 80-as, a 90-es, az új évezred és napjaink dalait tartalmazza. Többnyire az utóbbi évtizedek zeneszámai kerülnek lejátszásra. A legutóbbi hallgatottsági felmérések szerint 211 000-en hangoltak az állomásra.
Híradóval 4:55 és 20:00 között óránként, :55-kor jelentkezik, a reggeli és esti órákban :25-kor is tájékozódhatunk a régió eseményeiről. Negyedóránként közlekedési híreket is hallhatunk.
Magyarországon Vas, Veszprém és Zala vármegyében az FM 99.1 MHz-en, az Őrségben az FM 106.1 MHz-en is fogható. Testvércsatornája az Antenne Kärnten, amely az Őrség egyes részein szintén elérhető.

## AzAntenne Steiermarkfrekvenciái
| Vételi terület                              | Frekvencia | Teljesítmény (ERP) |
| ------------------------------------------- | ---------- | ------------------ |
| Graz                                        | 99.1 MHz   | 67,3250 KW         |
| Aichfeld/Knittelfeld/Judenburg              | 100.1 MHz  | 0,2455 KW          |
| Bad Aussee                                  | 90.6 MHz   | 0,1 KW             |
| Bad Mitterndorf                             | 95.5 MHz   | 0,1288 KW          |
| Bruck an der Mur                            | 105.7 MHz  | 10 KW              |
| Deutschlandsberg/Eibiswald/Dél-Stájerország | 99.7 MHz   | 0,6026 KW          |
| Eisenerz                                    | 105.0 MHz  | 0,0933 KW          |
| Frohnleiten                                 | 101.2 MHz  | 0,0251 KW          |
| Gröbming                                    | 97.4 MHz   | 0,2399 KW          |
| Hartberg/Lafnitztal                         | 106.1 MHz  | 3,02 KW            |
| Köflach                                     | 103.4 MHz  | 0,0501 KW          |
| Mariazell                                   | 104.2 MHz  | 0,0933 KW          |
| Mürzzuschlag                                | 96.8 MHz   | 0,0302 KW          |
| Murau                                       | 88.9 MHz   | 0,0302 KW          |
| Neumarkt                                    | 106.5 MHz  | 0,1995 KW          |
| Rottenmann/Liezen                           | 104.4 MHz  | 0,1 KW             |
| Schladming                                  | 92.0 MHz   | 1,7378 KW          |
| Unzmarkt-Frauenburg                         | 97.0 MHz   | 0,0302 KW          |

## Műsorvezetők
- Thomas Axmann
- Markus Dietrich
- Christine Gutzelnig
- Stephan Legat
- Oliver Lemmerer
- Christiane Stöckler
- Simone Wallis
- Michael Scheder
- Gernot Pachernigg